# 2020 في العراق
2020 في العراق هي قائمة بالأحداث التي وقعت في العراق خلال عام 2020.

## سياسة
- الرئيس: برهم صالح
- رئيس الوزراء: مصطفى الكاظمي استلم المنصب في 7 مايو 2020.[1] بعد أن كان المنصب مشغولًا من قبل عادل عبد المهدي الذي استقال منه في نهاية عام 2019.

## أحداث

### يناير
- 3 يناير - غارة جوية أمريكية منسقة قرب مطار بغداد الدولي تقتل مسؤولين عسكريين هما قاسم سليماني وأبو مهدي المهندس.[2]
- 8 يناير - أطلق للحرس الثوري الإيراني بصواريخ باليستية على قاعدة عين الأسد الجوية في العراق ردا على مقتل اللواء قاسم سليماني بطائرة أمريكية بدون طيار.[3][4]
- 12 يناير - مئات العراقيين يحضرون احتجاجات على مقتل اثنين من الصحفيين في البصرة.[5]
- 21 يناير - مقتل متظاهرة عراقية بالرصاص على يد القوات الحكومية. كانت جنات ماضي (49 سنة) تعمل في فريق طبي لتقديم المساعدة للمتظاهرين الجرحى. تم إطلاق النار عليها حوالي منتصف الليل في ميناء البصرة.[6]

### فبراير
- 5 فبراير - مقتل ثمانية اشخاص بالرصاص في النجف بعد أن داهم أنصار مقتدى الصدر معسكرا احتجاجيا مناهضا للحكومة.[7][8]
- 11 فبراير - اندلاع حريق مستشفى الحسين التعليمي في مدينة السماوة حيث تسبب في وفاة 4 شخص وإصابة 35 آخرين.[9]
- 24 فبراير - بداية انتشار جائحة فيروس كورونا، وكان أول ظهور للمرض في محافظة النجف.

### أبريل
- 20 أبريل - الموعد المقرر لانتخابات المحافظات 2020 والتي لم تحدث.[10]
- 24 أبريل - هجوم رمضان.

### يوليو
31- مصطفى الكاظمي يحدد موعد الأنتخابات المبكرة.

### سبتمبر
- 28 سبتمبر: وقعت مجزرة الرضوانية حيث وقع صاروخ كاتيوشا على منزل مما أدى إلى مقتل 5 أشخاص وأصابة طفلين.

### أكتوبر
- 17 أكتوبر:وقعت مجزرة قضاء بلد التي أعدم فيها 8 أشخاص من 12 مختطف.
- 31 أكتوبر:انفجار انبوب غاز المثنى مما أدى إلى مقتل 4 اشخاص وجرح 26 بينهم أفراد من الحشد الشعبي.

### نوفمبر
- 8 نوفمبر:وقع هجوم الرضوانية الاي قتل فيه 11 شخص وأصابة 6 آخرين.

### ديسمبر
- 9 ديسمبر - انطلاق فعاليات أول دورة لمعرض العراق الدولي للكتاب، في بغداد.

## وفيات

### يناير

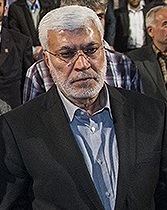
أبو مهدي المهندس

- 3 يناير - أبو مهدي المهندس: قائد عسكري (مواليد 1954).[12]

### مارس
- 31 مارس - باسل مهدي: لاعب كرة قدم ومدرب عراقي ولد بغداد عام 1943.

### أبريل
- 7 أبريل - أميرة نور الدين: شاعرة عراقية ولدت في بغداد عام 1925.
- 7 أبريل - جودت القزويني: شاعر ومؤرخ وباحث وكاتب عراقي (مواليد 1953).
- 10 أبريل - رفعة الجادرجي: مهندس معماري وفنان تشكيلي عراقي ولد في مدينة بغداد عام 1926.
- 12 أبريل - كامل إبراهيم: ممثل عراقي ولد عام 1972.
- 23 أبريل - ناظم نعيم: موسيقي عراقي (مواليد 1925).
- 24 أبريل - ناصرة السعدون: (مواليد 1946) روائية.

### مايو
- 9 مايو:  بديعة بنت علي بن الحسين، أميرة هاشمية عراقية ابنة آخر ملوك المملكة الحجازية الهاشمية.
- 26 مايو - مزبان خضر هادي: فريق في الجيش العراقي وسياسي في حزب البعث العراقي. عمل عضوا في مجلس قيادة الثورة من 1991 إلى 2001.

### يونيو

أحمد راضي

- 6 يونيو - علي هادي، لاعب كرة قدم عراقي. (بفيروس كورونا).
- 14 يونيو - توفيق الياسري، عسكري وسياسي عراقي.
- 22 يونيو - نوري ذياب، لاعب كرة قدم عراقي.
- 21 يونيو - أحمد راضي، لاعب كرة قدم عراقي.(بفيروس كورونا).
- 24 يونيو - محمد ياسين محمد، رافع أثقال عراقي.
- 26 يونيو - مناف طالب، ممثل عراقي (بفيروس كورونا).

### يوليو

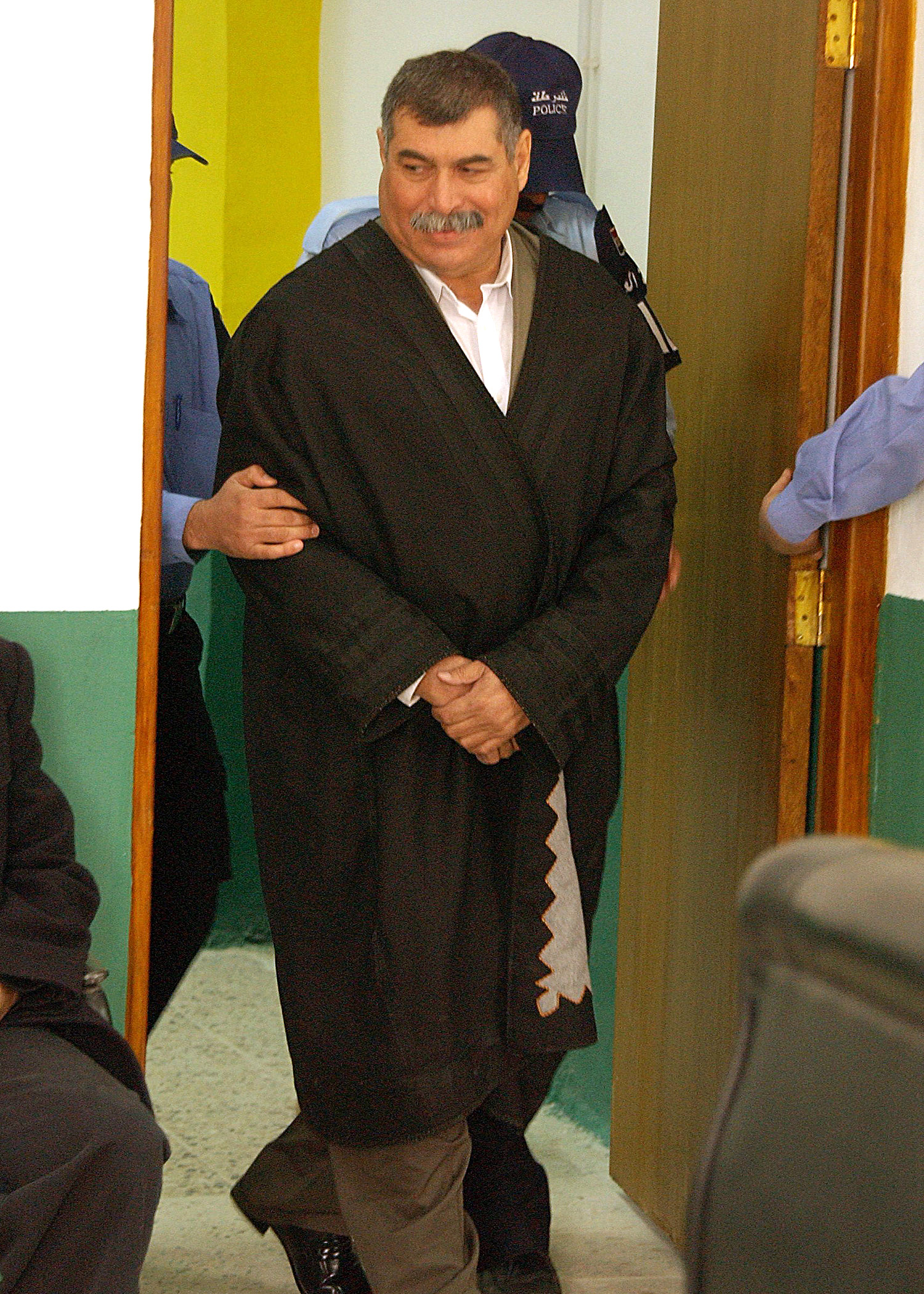
سلطان هاشم

- 6 يوليو - هشام الهاشمي، مؤرخ وباحث عراقي في الشؤون الأمنية والإستراتيجية والجماعات المتطرفة.
- 9 يوليو - كرار إبراهيم، لاعب كرة قدم عراقي.
- 10 يوليو - غيداء كمبش، سياسية عراقية. (بفيروس كورونا).
- 11 يوليو - حسين السلمان، مخرج عراقي. (بفيروس كورونا).
- 19 يوليو - سلطان هاشم، ضابط عراقي، شغل منصب وزير الدفاع في عهد صدام حسين.
- 27 يوليو - صباح الهلالي، شاعر عراقي.
- 28 يوليو - أحلام وهبي، مطربة عراقية.

### ديسمبر
- 2 ديسمبر - كريم سلمان، لاعب ومدرب كرة قدم عراقي.
- 31 ديسمبر - يسرى سعيد ثابت، مناضلة عراقية.